# Einstein et Eddington
Pour plus de détails, voir Fiche technique et Distribution.
Einstein et Eddington (Einstein and Eddington) est un téléfilm dramatique historique britannique réalisé par Philip Martin sur le scénario de Peter Moffat, mettant en scène David Tennant dans le rôle d'Arthur Eddington et Andy Serkis dans celui d'Albert Einstein. Diffusé le 22 novembre 2008 sur BBC Two, ce téléfilm a été diffusé en France le 18 décembre 2010 sur Orange Cinénovo.
Ce drame historique concentre sur l'évolution de la théorie de relativité générale d'Albert Einstein et le rapport de ce dernier avec Sir Arthur Eddington, le premier scientifique britannique à comprendre ses travaux.

## Synopsis
À l'aube de la Première Guerre mondiale, poussé par les autorités britanniques à étudier les travaux d'un certain physicien allemand, l'astrophysicien Arthur Eddington découvre que les théories d'Albert Einstein, alors encore inconnu, pourraient changer le monde.

## Fiche technique
- Direction artistique : Hayden Matthews (directeur artistique)
Steve Clark
Attila Raczkevy
- Décors : Zoltán Horváth
- Costumes : Joanna Eatwell
- Photo : Julian Court
- Montage : Trevor Waite
- Musique : Nicholas Hooper
- Direction musicale : Alastair King
- Producteur : Mark Pybus
  - Coproducteur : Ildiko Kemeny
  - Producteur exécutif : : David M. Thompson, George Faber et Charles Pattinson
- Distribution : BBC
- Langue de tournage : anglais
- Format : Couleur

## Distribution
- David Tennant: Sir Arthur Eddington, astrophysicien britannique
- Andy Serkis: Albert Einstein, scientifique allemand
- Jim Broadbent: Sir Oliver Lodge, physicien britannique
- Donald Sumpter: Max Planck, physicien allemand
- Patrick Kennedy: William Marston
- Rebecca Hall: Winnie Eddington, sœur d'Arthur Eddington
- Jodhi May: Elsa Einstein, seconde femme d'Albert Einstein
- Lucy Cohu: Mileva Einstein, première femme d'Albert Einstein
- Callum Williams: Hans-Albert Einstein, fils d'Albert Einstein
- Jacob Theato: Eduard Einstein, Fils d'Albert Einstein
- Richard McCabe: Frank Dyson, astronome britannique
- Anton Lesser: Fritz Haber, chimiste allemand
- John Bowe: Leopold Koppel, banquier allemand

## Production

### Développement
Le réalisateur Philip Martin, le scénariste Peter Moffat et le producteur Mark Pybus ont déjà travaillé ensemble, en 2004, pour la chaîne britannique BBC Two, sur une adaptation biographique de Stephen Hawking à l'Université de Cambridge.

### Tournage
Le tournage a eu lieu à l'Université de Cambridge en Angleterre au Royaume-Uni. Il a été déplacé à Budapest en Hongrie pour décorer le bureau d'Arthur Eddington aux Studios Fót, le muséum de l'ethnographie a été transformé en Royal Astronomical Society et à Tata pour le besoin du décor du lac en Suisse où Albert Einstein dirigeait le bateau avec ses enfants, ainsi qu'à Mali Lošinj en Croatie.

### Articles contextes
- Première Guerre mondiale
- Relativité générale